# Fastned
Fastned est une société néerlandaise qui possède et exploite en 2023 un réseau de plus de 250 stations de recharge pour véhicules électriques aux Pays-Bas, en Allemagne, au Royaume-Uni, en Belgique en Suisse et en France depuis le 30 novembre 2021 . Une grande majorité de ses stations sont situées dans des aires de repos d'autoroutes néerlandaises. Fastned a été fondée en 2012.
Le siège social de Fastned est situé à Amsterdam et son PDG est Michiel Langezaal.

## Histoire

### Collecte de fonds et premières stations
Fastned BV a été fondée en février 2012 par Michiel Langezaal et Bart Lubbers, le fils de l'ancien Premier ministre Ruud Lubbers. La société a reçu la même année un permis pour construire et exploiter des bornes de recharge dans 201 aires de repos aux Pays-Bas pour une période de quinze ans. Les quatre premiers sites ont ouvert en novembre 2013, le premier étant situé dans l'aire de repos Palmpol à Terschuur, Gelderland.
La construction de la première borne de recharge a nécessité environ 200 000 €. Cet argent provenait d'un certain nombre de fonds appartenant à des familles riches, dont le fonds familial Lubbers appelé «Breesaap», qui a prêté 10 millions d'euros,. Ce prêt a ensuite été converti en actions. Par ailleurs, la société a commencé à émettre des certificats d'actions sur NPEX, une bourse destinée aux PME, en juillet 2014, levant 3,2 millions d'euros en un an et demi,.
La cinquantième station de charge près de Goes a été ouverte par l'ancien Premier ministre Jan Peter Balkenende en janvier 2016. En raison de la faible proportion de véhicules électriques aux Pays-Bas à l'époque, la plupart des bornes de recharge étaient utilisées entre deux et quatre fois par jour selon Fastned. En avril, Fastned est devenue la première société cotée sur Nxchange lorsqu'elle a levé 3 millions d'euros en cinq semaines.

### Développement
En 2018, l'utilisation des bornes de recharge Fastned a lentement augmenté pour atteindre une moyenne de cinq à six clients par jour. Selon Langezaal, près d'un tiers des stations atteignent le seuil de rentabilité, ayant entre quinze et vingt clients par jour. La première borne de recharge étrangère de l'entreprise a été ouverte en juin 2018 près de Limburg an der Lahn en Allemagne. Fastned a également commencé à construire des emplacements plus petits dans les supermarchés Albert Heijn et a atteint la barre des cent stations de recharge en juin 2019.
À cause de la pandémie de Covid-19 en 2020, Fastned a subi une baisse de revenus significative allant jusqu'à 70 % de février à mars.
En 2021, la société annonce avoir levé 150 millions d'euros afin d'accélérer sa croissance, en particulier en Allemagne et en France, où elle a annoncé l'implantation de neuf stations sur les autoroutes Paris-Rhin-Rhône d'ici la fin de l'année 2021,. 

La société en profite aussi pour lancer son département investissement avec sa filiale Fastned France afin de proposer aux investisseurs professionnels et particuliers d'investir sur ses infrastructures de production et distribution d'énergie verte. 

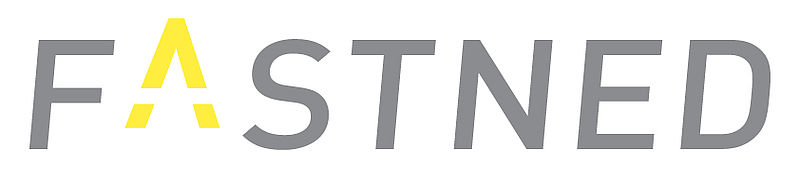
Ancien logo Fastned (jusqu'en 2019)

## Réseau

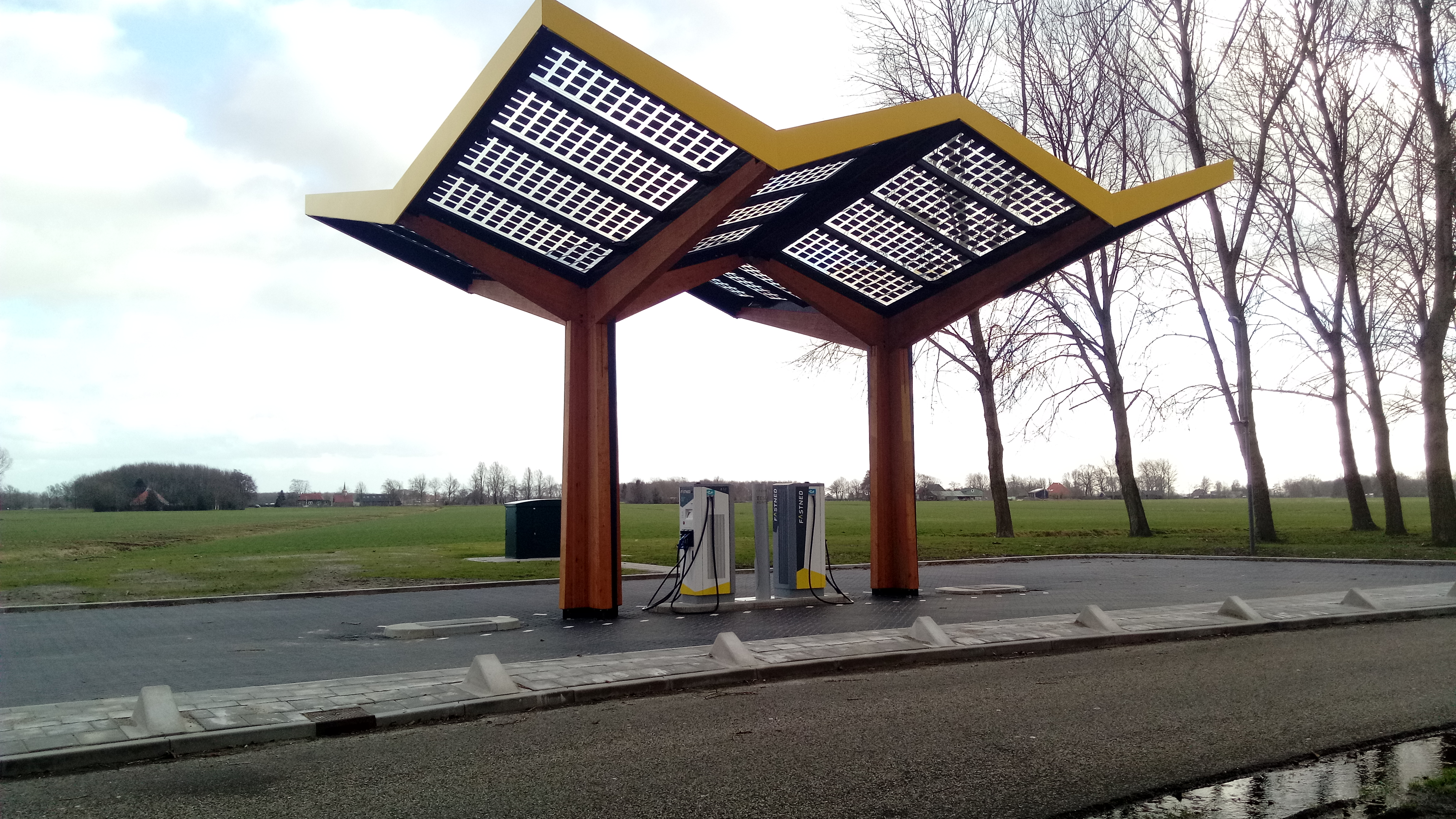
Nouvelle station de recharge design à l'aire de repos De Wâlden le long de l' autoroute A7

En mars 2021, le réseau de Fastned se compose de 141 stations de recharge pour véhicules électriques, dont 110 aux Pays-Bas. En 2023, le réseau compte de plus de 250 stations de recharge en Europe. La majorité des bornes de recharge néerlandaises est située dans les aires de repos d'autoroute. Trois sont situées dans les supermarchés Albert Heijn et d'autres dans les villes. Les stations de recharge en dehors des Pays-Bas se trouvent en Allemagne (vingt), au Royaume-Uni (sept), en Belgique (deux) et en Suisse (deux). Quatre stations de recharge allemandes se trouvent dans des hôtels de Van der Valk, tandis que les autres sont à proximité des autoroutes. Le premier site britannique est situé à Sunderland et la société a remporté un appel d'offres pour s'étendre à Londres. En Suisse, Fastned a remporté un appel d'offres pour la construction de vingt stations de recharge. Les stations Fastned ont été utilisées au total 194 000 fois au cours du dernier trimestre de 2020 par 53 000 clients différents.

Disposant d'une filiale en France depuis 2019, Fastned a remporté en 2020 le premier appel d'offres public pour développer et exploiter des stations de recharge très haute puissance le long des principales autoroutes françaises,,,. Les neuf stations de recharge rapide prévues au contrat seront opérées sur des aires de repos du réseau Autoroutes Paris-Rhin-Rhône (A5, A6, A31, A36, A39) pendant une durée de quatorze ans et devraient être opérationnelles à la fin de l'année 2021 d'après le groupe. En 2021, la société a manifesté son fort intérêt pour le marché français en se déclarant prêt à répondre à tous les futurs appels d'offres annoncés par le gouvernement français, visant à couvrir l'ensemble des aires de service du réseau autoroutier concédé en bornes de recharge rapide au 1er janvier 2023.
| 2015  | 2016  | 2017  | 2018   | 2019   | 2020   |
| ----- | ----- | ----- | ------ | ------ | ------ |
| 1 654 | 3 177 | 6 279 | 17 923 | 42 805 | 53 309 |

Les stations de recharge de première génération sont caractérisées par deux arcs jaunes avec un toit incurvé, constitué de panneaux solaires, entre les deux. À partir de 2016, la société a commencé à introduire une nouvelle conception de station avec un toit plus élevé afin d'accueillir les camions électriques. De plus, il est mieux adapté à l'augmentation du nombre de points de charge individuels dans une station. Le toit est toujours composé de panneaux solaires, mais ils sont désormais transparents.

## Finances
Le chiffre d'affaires de Fastned est proche de zéro au cours de ses premières années en raison du faible nombre de clients. Les années suivantes il a progressé pour atteindre 6,9 millions d'euros en 2020. L'entreprise n'a jamais réalisé de profit en raison de son expansion continue.
| Année | Revenu (en milllions d'€) | Revenu net (en milllions d'€) | Total des actifs (en milllions d'€) | Employés |
| ----- | ------------------------- | ----------------------------- | ----------------------------------- | -------- |
| 2012  | 0,00                      | –0,3                          | 0,2                                 | 2        |
| 2013  | 0,00                      | –0,8                          | 3.0                                 | 14       |
| 2014  | 0,01                      | –2,2                          | 7,6                                 | 19       |
| 2015  | 0,1                       | –4,0                          | 16,7                                | 24       |
| 2016  | 0,3                       | –5,1                          | 18,6                                | 21       |
| 2017  | 0,6                       | –5,0                          | 33,0                                | 24       |
| 2018  | 1,6                       | –6,5                          | 40,7                                | 40       |
| 2019  | 6,4                       | –12,0                         | 57,6                                | 47       |
| 2020  | 6,9                       | –12,4                         | 80,3                                | 54       |

## Procédures judiciaires
Fastned a été impliqué dans un certain nombre de poursuites concernant des permis d'exploitation dans des aires de repos.

### Permis initial
Un certain nombre d'exploitants de stations-service ont poursuivi le gouvernement néerlandais en 2013 après que Fastned eut reçu son permis d'exploiter des bornes de recharge dans les aires de repos. Ils ont affirmé que Fastned n'aurait pas dû obtenir le permis, car les stations-service existantes dans les aires de repos avaient reçu le droit exclusif de vendre du carburant à ces endroits. Un juge a confirmé le permis de Fastned en juillet 2013, déclarant que l'accord entre le gouvernement et les stations-service ne concerne que les combustibles fossiles.

### Commodités aux stations de recharge
Lorsque Fastned a voulu ajouter des toilettes et des dépanneurs à certains de ses emplacements, Rijkswaterstaat, le propriétaire du terrain des aires de repos, n'a pas accordé les permis nécessaires. L'agence gouvernementale a jugé inapproprié et dangereux d'avoir des équipements deux fois dans une seule aire de repos. Fastned s'est ensuite présenté au tribunal en 2017 où elle a gagné le procès, le juge ayant estimé que Rijkswaterstaat avait fourni un soutien insuffisant à sa demande. Rijkswaterstaat a fait appel de la décision, mais a perdu à nouveau en 2019 au Conseil d'État, obligeant l'agence à accorder un permis ou à trouver de meilleures raisons pour un autre refus.

### Royal Dutch Shell
Après que Royal Dutch Shell a annoncé en 2017 qu'elle placerait des bornes de recharge dans certains de ses emplacements, Fastned a engagé des poursuites en décembre pour tenter d'empêcher cette action. Certaines de ces bornes de recharge devaient être situées dans des aires de repos disposant déjà d'un emplacement Fastned.